# WESTbahn GmbH
A Westbahn (teljes neve WESTbahn Management GmbH) egy osztrák vasúti közlekedési vállalat, amely távolsági járatokat üzemeltet Bécs, Salzburg és München, illetve Innsbruck között. A vállalat 2011 decembere óta van jelen a piacon, amikor is megkezdte a Bécs és Salzburg közötti útvonal üzemeltetését.
A Bécs–Salzburg (a Westbahn) volt az első vasútvonal Európában, ahol látható lett az utasokért való piaci verseny, mikor a szabad hozzáférésű üzemeltető, a WESTbahn GmbH 2011-ben elindította távolsági járatait az ÖBB mellett.

## Története
2009 júniusában keretmegállapodás született az ÖBB Infra társasággal a 2011 és 2016 közötti időszakra vonatkozó infrastruktúra-kapacitások elosztásáról. Ez a menetrendek tekintetében biztosította, hogy a Westbahn menetrendszerű-intervallumos szolgáltatást tudjon nyújtani Bécs és Salzburg között.
Miután az ÖBB a 2010. decemberi menetrendváltással megszüntette a Graz és Linz közötti közvetlen összeköttetést, 2011. február elején vált ismertté, hogy a Westbahn fontolgatja e vonal üzemeltetését is. Amikor az ÖBB nem sokkal később bejelentette, hogy ezt a vonalat mégiscsak újra maga fogja üzemeltetni közvetlen összeköttetéssel, ezeket a terveket elvetették.. 2011 augusztusa óta a francia vasúttársaság, az SNCF 26%-os részesedéssel rendelkezik a társaságban egy közös vállalaton keresztül.
A Westbus GmbH a Blaguss Reisen GmbH és a Rail Holding AG közös leányvállalata volt. A társaság 51 %-át a Blaguss GmbH, 49 %-át a Rail Holding AG birtokolta. A Rail Holding 2016-ban kivonult a buszüzletből, és 49 %-os részesedését eladta a Blagussnak.
Ausztriában a távolsági vasúti személyszállítás liberalizációja egyedülálló lehetőséget adott. A Westbahn lett az első vasúttársaság 2011-ben, ami az ÖBB-vel versenyre kelt a távolsági forgalomban.
A Westbahn, amely 120 millió euró tőkével alakult meg, és üzemét Bécs, Linz és Salzburg között 2011 decemberében indította meg. Ez Ausztria legjövedelmezőbb intercity útvonala.
A Westbahn kezdetben 12 vonatot közlekedtetett naponta, hét állomást kiszolgálva. Az utazási idő kezdetben 2 óra 50 perc volt Bécs és Salzburg között, de ez 2 óra 30 percre csökkent, miután 2012. decemberben megnyitották a Bécs–Tullnerfeld–Sankt Pölten között az új vonalat. A Westbahn hét 200 km/h sebességű, hatkocsis Stadler KISS emeletes villamos motorvonatot rendelt a Stadler Railtől 105 millió euróért. Linz mellett vontatási telepet építettek és a vonatokat a Stadler tartotta karban 5 évig, de a karbantartási megállapodást 15 évre meghosszabbíthatják.
Olyan IT fedélzeti rendszert alkalmaznak, amely óriási mennyiségű adathoz biztosít azonnali hozzáférést a Westbahn vezetésének Bécsben, hogy az eseményekre gyorsan tudjanak reagálni. A vonataik tudnak egymással és a központtal is kommunikálni, információt megosztani. A menetjegyeket a vonaton, vagy online lehet megvásárolni. Ez azt jelenti, a Westbahnnak nincs állomási személyzete. Különleges figyelmet fordítanak az ülőhelyek minőségére. A motorvonataikon elvetették az étkezőkocsi alkalmazását, tekintettel a viszonylag nem hosszú utazási időre (kevesebb mind három óra), de a hatkocsis vonaton négy helyen kínálnak kávét, üdítőt, szendvicseket, nem kell az utasnak több kocsin keresztül menni a büfékocsiba.
A Westbahn egyezkedett a kormánnyal a Felső-Ausztria Linz–Graz viszonylatnak a személyszállításának az átvételi feltételeiről. A helyi újságok riportjai sejtetni engedték, hogy napi négy vonat üzemeltetését veszik át a két város között, 2 óra 40 perces menetidő mellett. Az ÖBB erre a lépésre azért szánta rá magát, mivel a helyi politikusok kritizálták 2010. decemberben az ÖBB-t mikor az megszüntette a még megmaradt közvetlen vonatot a két város között, tekintettel a közel 4,9 millió euró veszteségre, mely e vonalon a vonatok üzemeltetése okozott évente. A Westbahn tovább tárgyalt az Osztrák Vasúttal a Bécs–Salzburg vonal személyszállítási üzemének átvételéről. Reményeik szerint az első üzemeltetési évben 5 millió utast szállítanak el, és öt év után nyereségessé válhat vállalkozásuk.
2019. júniusában bejelentették, hogy a Deutsche Bahn megvásárolja a WESTbahn összes motorvonatát. A járművek átadása két lépcsőben történik meg. A 2019/2020-as menetrendváltástól ismét óránként járnak a vonatok Bécs és Salzburg között. Az ezzel felszabaduló többletszemélyzet a RegioJet vonatainak üzemeltetését fogja végezni az osztrák szakaszon.

## A cég

### A vállalat szerkezete
A Westbahn tulajdonosa a Railholding AG. Ezt 2008 októberében alapították Stefan Wehinger és Hans Peter Haselsteiner 50%-os részesedésével. A Westbahn Management GmbH-t ugyanekkor jegyezték be, mint százszázalékos leányvállalatot.
Ügyvezető igazgatóság: Thomas Posch és Florian Kazalek. Elődök: Erich Forster (2014 - 2022. február) és Clemens Schneider.
Felügyelőbizottság: Andreas J. Ludwig (elnök), aki 2022-ben Benedikt Weibelt váltotta.

### Üzleti eredmények
A Westbahn a 2012-es üzleti évben 23,45 millió euró veszteséget termelt. A Westbus üzemeltetése további 1,7 millió euró veszteséget hozott. A vállalat az éves beszámoló bemutatásakor az eredeti üzleti tervet túl ambiciózusnak minősítette. Saját tájékoztatása szerint a vállalat 2013 nyarától kezdve pozitív működési eredményt ért el.
2012. június 5-én Stefan Wehinger lemondott ügyvezetői tisztségéről,. helyét Erich Forster vette át, majd 2022. február 28-án nyugdíjba vonult. Az ügyvezető igazgatói posztot Thomas Posch és Florian Kazalek töltik be, akik 2022. március 1. óta töltik be a pozíciót.

## A WESTbahn és az SNCF
Az SNCF 26 százalékos érdekeltséget vásárolt a Rail Holding vállalatban. Ezzel egy időben a Rail Holding növelte részvény tőkéjét. Az SNCF átadja a Westbahn-nak üzemeltetési, és online jegy eladási tapasztalatait. Az SNCF elnöke kijelentette, az európai vasúti piac, mind jobban és jobban integrált és liberalizált, ami növeli érdekeltségünket a Rail Holdingban, és ez jól illusztrálja az SNCF stratégiáját, amely nem más, mint a nemzetközi jelenlét növelése.

## Útvonal
2011 decembere óta a vállalat az InterCity vonatokkal versenyezve egyórás időközönként távolsági járatokat kínál a Wien Westbahnhof és Salzburg közötti 317 kilométeres útvonalon. A vonatokat 2013. szeptember 1-jéig Freilassingig meghosszabbították, a salzburgi Taxham Europarkban való megállással, mivel a salzburgi főpályaudvaron nem volt elég állóhely-kapacitás a vonatok tárolásához. 2013. szeptember 1-jétől csütörtöktől péntekig tizenhárom vonatpár közlekedik Bécs és Salzburg között, Bécs és Linz között pedig akár tizennégy pár is. Az alsó-ausztriai nagysebességű szakasz megnyitása óta a menetidő két óra 30 perc. Megállóhelyek: Bécs-Hütteldorf, St. Pölten Hbf, Amstetten, Linz Hbf, Wels Hbf, Attnang-Puchheim és Salzburg Hbf. Az ÖBB-Personenverkehrhoz hasonlóan az ÖBB Infrastrukturnak is három eurót kell fizetnie minden egyes vasúti pályakilométer után.
2012 májusától három vonatot töröltek a nappali menetrendi vonalak közül, és egy további délutáni vonattal egészítették ki a Bécsből Salzburgba tartó vonatot.
2013 elején vált ismertté, hogy a Westbahn nem kapott pénzt a Salzburgi Közlekedési Szövetségtől a Salzburg Hauptbahnhof - Freilassing vonal üzemeltetésére, ezért a Salzburg-Taxham-Europark megállóhelyet és a freilassingi állomást már nem szolgálta ki. Kezdetben a járatot csak azért kínálták, mert a salzburgi főpályaudvaron az átépítés miatt nem volt elegendő parkolóhely. Az intervallummenetrend bevezetését követően és a nem megfelelő kapacitáskihasználtság miatt a Salzburg-Freilassing szakasz 2013. szeptember elejétől már nem közlekedett. 2013 decemberében a társaság bejelentette a Verkehrsverbund Ost-Region (VOR) tényleges kilépését. Ennek oka az volt, hogy a VOR elutasította a vállalatnak a VOR bevételmegosztási formulája alapján a vállalatnak biztosítottnál magasabb kifizetésekre vonatkozó követelését..
2015-ig a Westbahn társaság a Bécsből érkező utazási útvonal meghosszabbítását tervezte Salzburgon túl a Salzburg–Tirol-vasútvonalon keresztül Innsbruck Hauptbahnhofig. Ezt a tervet azonban a szükséges útvonal-infrastruktúra hiánya miatt elvetették.
A 2017. decemberi menetrendváltástól a Westbahn megduplázta a Bécs és Salzburg közötti járatokat. A napi indulások száma így mindkét irányban 16-ról 31-re nőtt; a vállalat 180 millió eurót fektetett ebbe. Az alkalmazottak száma 250-ről 400-ra nőtt. Az új menetrend szerint a WESTgreen nevű vonatpár továbbra is óránként közlekedik a Bécs Westbahnhof - Hütteldorf - St. Pölten - Amstetten - Linz - Wels - Attnang-Puchheim - Salzburg útvonalon. Egy másik, szintén óránként közlekedő, WESTblue nevű vonatpár most már Wien Pratersternből indult, és az S-Bahn fővonalát használta Wien Praterstern, Wien Mitte, Wien Rennweg, Wien Quartier Belvedere, Wien Hauptbahnhof (Südtiroler Platz), Wien Meidling megállókkal, majd a Lainzer-alagúton keresztül a Westbahnra fordult, és megállt St. Pölten, Amstetten, Linz, Wels, Attnang-Puchheim és Salzburg állomásokon. 2019 decemberében a menetrendváltással ez az új vonal megszűnt.
A Covid19 járvány miatt 2020. április 20-tól 2021. július 7-ig Wien Meidling, Tullnerfeld és St. Valentin állomásokra további járatokat indítottak, a bécsi Hütteldorf megállóhelyet azonban törölték.
A 2022-es menetrendi évben egyes vonatok Straßwalchen, Neumarkt am Wallersee és Seekirchen am Wallersee állomáson állnak meg. Ezeknek korábbi indulásuk vagy későbbi érkezésük van Salzburgba.
A 2022-es menetrendi évre a Salzburg-München útvonalra kétóránkénti közlekedést igényeltek. Ennek érdekében már 2021 áprilisában mozdonyvezetőket kerestek Münchenben a Kiss 3 vonatokhoz.
2021. december elején a Westbahn bejelentette, hogy a Münchenbe és Münchenből induló járat 2022 áprilisáig késik, mivel a Kiss-3 vonatok még nem rendelkeznek a német vasúthálózatra vonatkozó engedélyekkel. 2022. április 8-tól a München-Bécs útvonalon menetrend szerint közlekednek,  az építkezések miatt Münchenbe kezdetben csak napi négy vonatpár, majd 2022. június 12-től akár napi hat vonatpár is közlekedik.
A Westbahn tervezett egy Bécs - München - Bregenz vonalat, amely hat órás menetidővel alternatívát kínálna az Arlberg útvonalra, azonban az SBB-vel való útvonalütközések miatt jelenleg nem lehetséges az önálló közlekedés Svájc felé.
A 2023-as menetrendi évre a Salzburg-Innsbruck vonalon öt vonatpárra igényeltek menetvonalat. 2022. december 11-i menetrendváltástól kezdve három Bécs-Salzburg vonatpár Kufstein és Wörgl közbülső megállóhelyeken keresztül közlekedik Innsbruckba.

## Járművek
A Westbahn a szolgáltatását hét db hatrészes, 150 méteres Stadler KISS emeletes motorvonattal indította el. A vonatok 150 méter hosszúak, 200 km/h a legnagyobb sebességük és 501 utast képesek befogadni egyenként. A kocsikban ingyenes wi-fi is igénybe vehető.
2014 decemberében a társaság további 10 vonatot vásárolt a Stadlertől: egy hatrészes és kilenc négyrészes szerelvényt. Az új motorvonatok 2017 nyarán szállítottak először utasokat. A többletszerelvényeknek hála Bécs és Salzburg között lehetővé válik a félóránkénti közlekedés.
A négyrészes szerelvények átadása a Deutsche Bahn részére 2019. decemberében megtörtént. A hatrészes szerelvények várhatóan 2021-ben, a 15 darab új Stadler KISS motorvonat érkezése után kerülnek át a német társasághoz.

## Jegyértékesítés és tarifa
A kezdetek óta a jegyeket online és a vonaton a kalauzok árusítják. 2012 májusa óta a jegykínálat egy része Ausztriában mintegy 3000 trafikban is kapható. Egyes ajánlatok és kedvezmények csak online érhetők el. A jegyek mintegy 80 százalékát a vonaton értékesítik (2012-től). A klimaticket az Ausztriában található Westbahn-vonalakon is érvényes.
A jegykínálat különböző egyéni és csoportos jegyeket, bérleteket és kilométerbankot tartalmaz két változatban. Ezen kívül különböző kedvezmények is léteznek. Az ÖAMTC és az ARBÖ közlekedési klubok tagjai szintén kedvezményeket kapnak a Westbahn-jegyekre, és együttműködés van a Kronen Zeitung bécsi lapkiadóval is. A jegyárak az ÖBB 2. osztályra vonatkozó árait vették alapul Vorteilscarddal.
2013 szeptemberétől a vállalat a Verkehrsverbund Ost-Region és a Verkehrsverbünde Niederösterreich-Burgenland jegyeivel közlekedő utasoknak csúcsidőben felárat számított fel. 2013. december 13-tól a vállalat már nem tartozik a VOR/VVNB közlekedési szövetségekhez.
2014 márciusában a vállalat emelte a viteldíjakat és a viteldíjkilométereket, ami a kilométerbank ügyfelei körében haragot váltott ki, mivel megváltoztatták az útvonalak kilométerekhez való hozzárendelését és megemelték a minimális értéket. Ennek következtében a távolsági viteldíjak olcsóbbá váltak, de a rövid távú viteldíjak néha drágábbak voltak, mint az ÖBB vagy az adott közlekedési szövetség normál tarifája. A Schienen-Control és a Felső-ausztriai Munkakamara panaszai érkeztek az utasok jogainak megsértése miatt, és követelték a megfelelő változtatásokat.
A 2014. decemberi menetrendváltással az eredeti tarifakoncepciót enyhítették. Most a Bécs-Attnang-Puchheim és a Bécs-Salzburg útvonalak kivételével az árak magasabbak, mint az ÖBB Vorteilscardtarifája. A "Westbahn Plus" kocsifelárakat is megemelték. 2015 tavasza óta bizonyos hétvégi, nagy forgalmú vonatokra jegyenként 1 eurós pótdíjat számítanak fel a vonaton, valamint a trafikokban történő jegyértékesítéskor. Annak érdekében, hogy az ÖBB Vorteilscard tulajdonosokat is a Westbahnra való átállásra ösztönözze, a Westbahn saját kedvezményeket kínál a Vorteilscard tulajdonosok számára, így a jegyek valamivel olcsóbbak az ÖBB Vorteilscard árainál.. A FlixMobility GmbH a honlapján keresztül is forgalmazza a WESTBahn jegyeit, a Westbahn pedig cserébe FlixBus és FlixTrain járatokat kínálja. A klimaticket 2021. október 1-től a WESTshopokban is megvásárolható. A jegy érvényessége 2021. október 26-án kezdődött.

## Incidensek
2012 decemberében két olyan incidens történt, amikor a Westbahn vonatok ajtajai mozogtak a vonatok találkozásakor. 2012. december 9-én két vonat ajtaja kilazult egy ÖBB Railjet vonattal való találkozás során a tullnerfeldi alagútban. Az incidens következtében, amelyet a vállalat vezetősége nem jelentett a közlekedési minisztériumnak, a vonatok sebességét az új Bécs - St. Pölten vonalon 160 km/h-ra csökkentették. 2012. december 13-án hasonló incidens történt. 2013 júliusában a vállalat egyik vonata három órán keresztül a Wienerwald-alagútban rekedt, miután a hajtásrendszer meghibásodott. Néhány nappal később kiderült, hogy a nyári hőség miatt problémák adódtak a szerelvények áramellátásával.
2017. augusztus 23-án az egyik vadonatúj szerelvény a linzi rendezőpályaudvaron egy átvételi menet során összeütközött a CargoServ vállalat tehervonatával. A Westbahn mozdonyvezetője súlyosan, két másik utas pedig könnyebben megsérült. A többi öt utas sértetlenül tudott kiszállni a vonatból. Az ütközést az okozta, hogy a Westbahn mozdonyvezetője felülbírálta a megállási jelzőt.

## Galéria

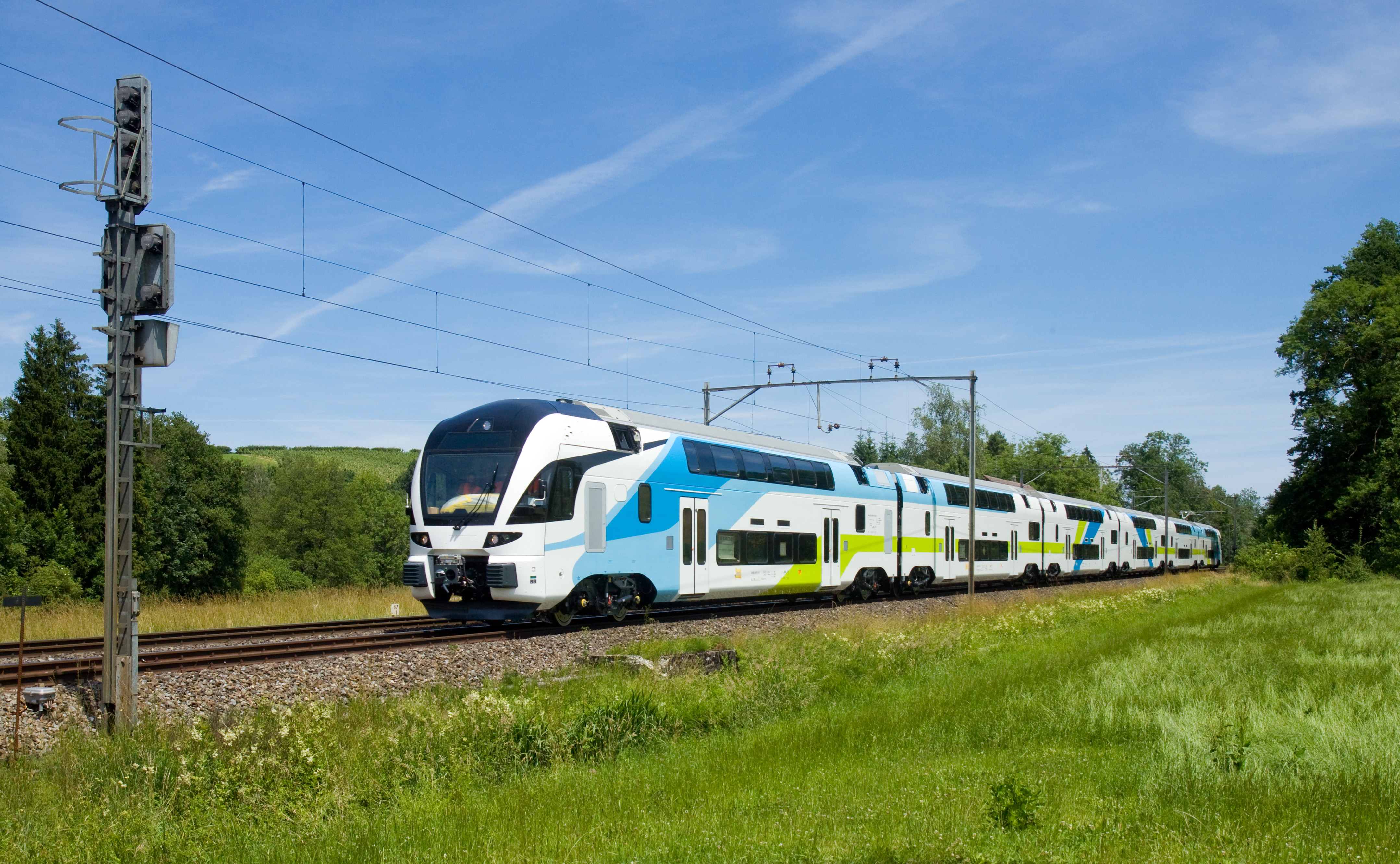
A társaság hatrészes Stadler KISS villamos motorvonata
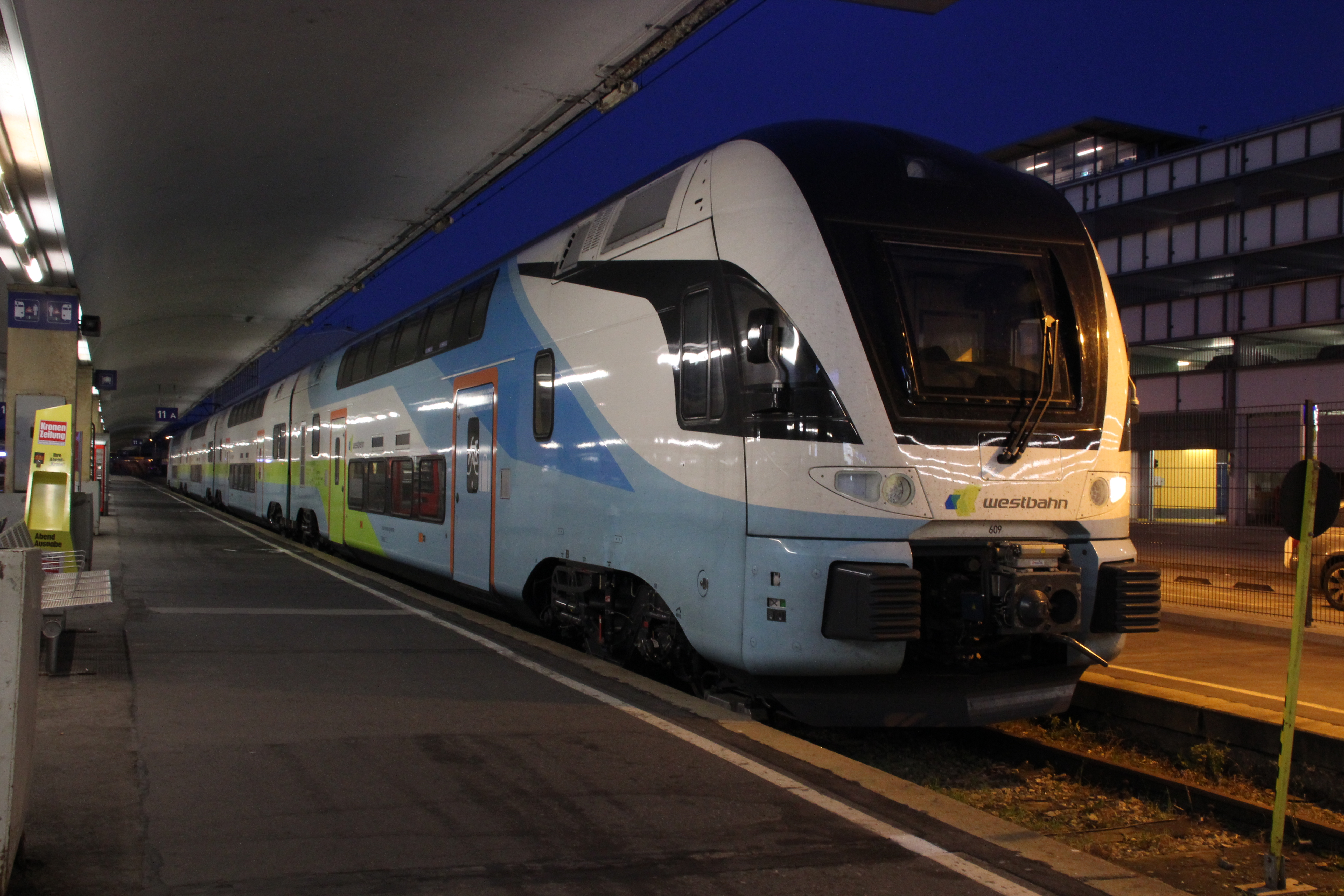
A társaság négyrészes Stadler KISS villamos motorvonata
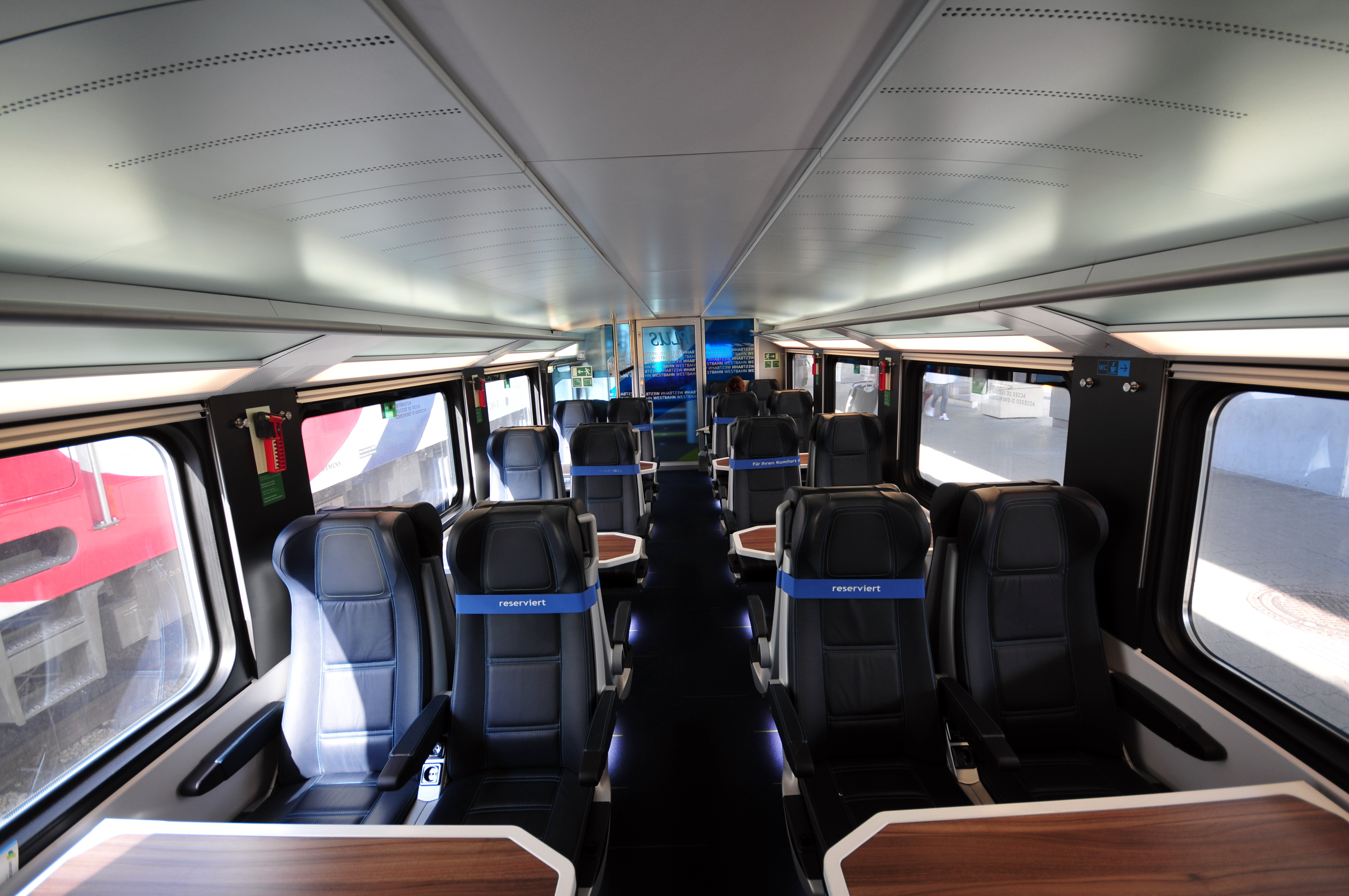
A motorvonat utastere
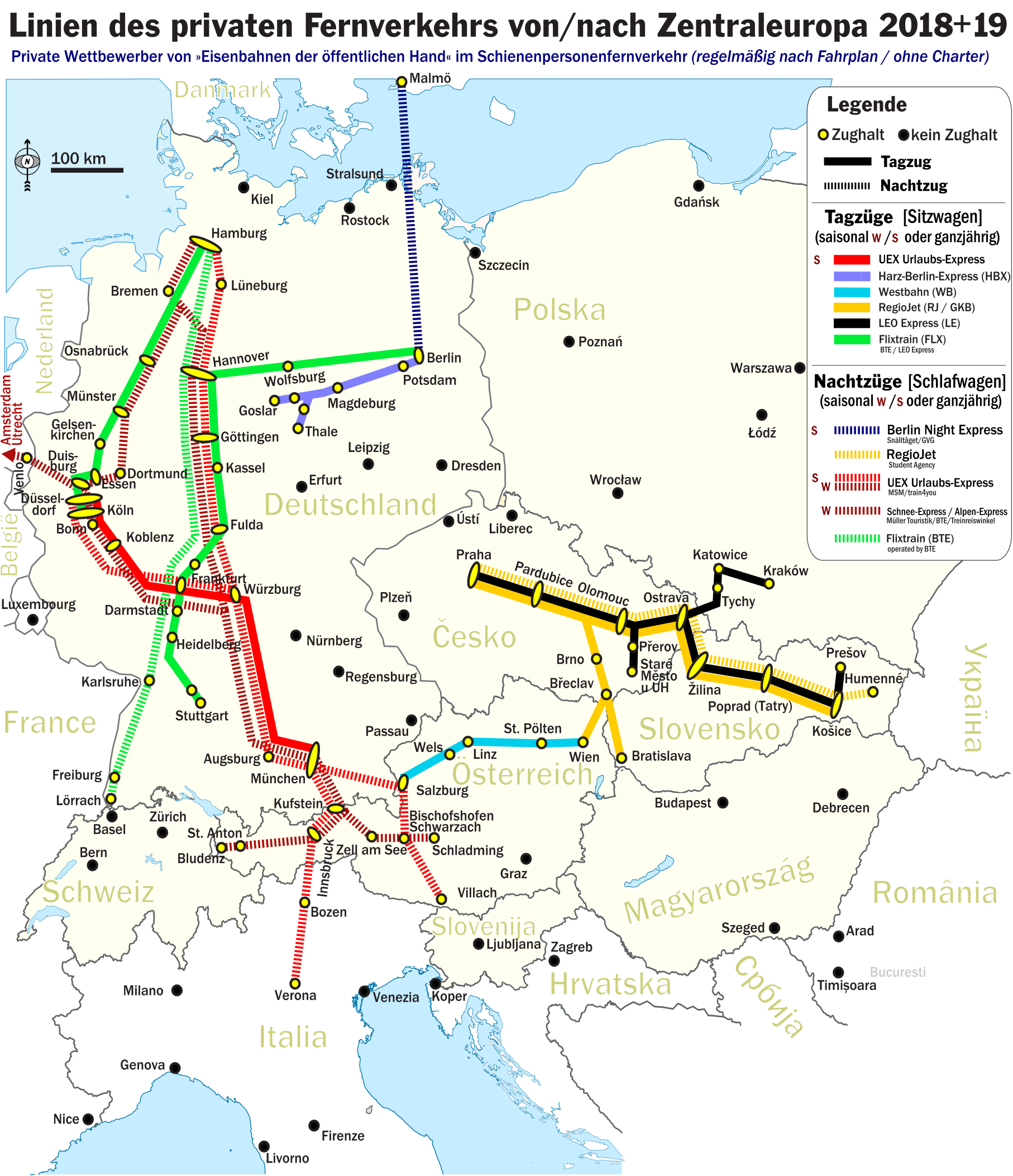
Közép- és Nyugat-Európa magánvasútjai által kiszolgált vonalak (kék = WESTBahn)